# María Correa Morandé
María Cristina Correa Morandé (Santiago, 26 de enero de 1912 - ibíd., 17 de diciembre de 2009) fue una escritora y política chilena. Ejerció como diputada de la República entre 1957 y 1961.

## Biografía
Hija de Enrique Correa Rodríguez y Cristina Morandé Quiroga.
Estudió en el Colegio Universitario Inglés de Santiago; siguió cursos de filosofía en París, y de arte en Italia.
Se casó el 26 de mayo de 1934, con Carlos Cruz Lavín, matrimonio del cual nacieron dos hijos, Carlos Cruz Correa y Jaime Cruz Correa, este último médico de profesión. En segundo matrimonio, se casó con Juan Smitmans López, el 26 de septiembre de 1959.

## Carrera artística
Se dedicó a la literatura, fue escritora, y también pintora autodidacta. Desde 1938 colaboró en los diarios El Imparcial, El Diario Ilustrado, y El Mercurio. Sus obras más destacadas son Inés... y las raíces en la tierra, que fue premiada por la Asociación de las Instituciones Españolas de Chile y declarado texto auxiliar de estudio por el Ministerio de Educación; y La guerra de las mujeres. En 1992 publicó México y los Dioses.
Realizó múltiples exposiciones de pinturas colectivas e individuales en centros culturales, recibiendo variados galardones. También dictó conferencias sobre la historia de Chile y sobre la presencia de la mujer en la historia de la humanidad.

## Carrera política
Fue militante del Partido Liberal desde 1948; en la colectividad fue presidente del Departamento Femenino e integrante de la Junta Ejecutiva durante 4 períodos; directora general de la colectividad desde 1950; y delegada por la provincia de Antofagasta al Consejo Nacional del partido.
Fue elegida diputada por la Séptima Agrupación Departamental de Santiago, Primer Distrito, para el período 1957-1961. Fue una de las tres mujeres que ocupó un escaño en la Cámara en ese periodo, junto a Ana Ugalde Arias e Inés Enríquez Frödden. En su gestión integró la Comisión Permanente de Trabajo y Legislación Social, y fue miembro de la Comisión Especial de la Vivienda (1957, 1959); y de la Especial para Estudiar el Problema de la Vagancia Infantil (1958-1959). En 1959 viajó a Estados Unidos, invitada por el Departamento de Estado de esa nación; esta visita oficial se prolongó a tres meses y en el Congreso de los Estados Unidos, figura una ley con su nombre, sobre viviendas sociales.[cita requerida]
Junto con otros parlamentarios, presentó las siguientes mociones que se transformaron en leyes de la República: la Ley N.º 12.588 del 21 de octubre de 1957, proyecto de ampliación del artículo 349 del Código de Comercio, que modifica la capacidad jurídica de la mujer casada; y la Ley N.° 13.989 del 31 de agosto de 1960, proyecto de modificación de la Ley N.º 7.295 que estableció la asignación familiar. También fue parte de la aprobación de la ejecución del Templo Votivo de Maipú y de la ley que otorga la entrega de leche a todos los niños menores de dos años.
Posteriormente se interesó en la actividad diplomática de su marido, quien fue embajador en México (1954) y en Colombia (1964). En 1966 ingresó al Partido Nacional, donde también fue presidenta de la Sección Femenina; fue la única mujer constituyente de esa agrupación política en el año 1966.
En 1972 fue una de las fundadoras del movimiento Poder Femenino, de oposición a Salvador Allende. En 1987 se integró al partido Renovación Nacional, siendo una de las fundadoras.

## Obras
- Inés... y las raíces en la tierra (1964)
- La guerra de las mujeres (1974)
- México y los dioses: historia novelada (1992)